# Liv Kristine
Liv Kristine Espenæs (w latach 2003-2016 jako Liv Kristine Espenæs Krull), znana po prostu jako Liv Kristine (ur. 14 lutego 1976 w Stavanger)  – norweska wokalistka i autorka tekstów. Była członkini zespołu Theatre of Tragedy. W latach 2003–2016 solistka grupy Leaves’ Eyes, w której współpracowała wraz ze swoim ówczesnym mężem Alexandrem Krullem – wokalistą zespołu Atrocity.
W latach 2003–2016 była żoną Alexandra Krulla. Dnia 6.06.2021 ponownie wyszła za mąż za Michaela Hansena.
Siostra Liv Kristine, Carmen Elise Espenæs jest wokalistką zespołu Midnattsol.

## Dyskografia
Albumy solowe
| Tytuł             | Dane dot. albumu                                       |
| ----------------- | ------------------------------------------------------ |
| Deus ex machina   | - Data: 2 marca 1998 - Wydawca: Swanlake               |
| Enter My Religion | - Data: 13 lutego 2006 - Wydawca: Roadrunner Records   |
| Skintight         | - Data: 27 sierpnia 2010 - Wydawca: Napalm Records     |
| Libertine         | - Data: 7 września 2012 - Wydawca: Napalm Records      |
| Vervain           | - Data: 24 października 2014 - Wydawca: Napalm Records |

Single
| "Take Good Care"                               | 1998 | —  | —  | Deus Ex Machina   |
| "3AM"                                          | 1998 | —  | —  | Deus Ex Machina   |
| "One Love"                                     | 1999 | —  | —  | —                 |
| "3AM Fan-Edition"                              | 1999 | —  | —  | —                 |
| "Over the Moon"                                | 2006 | —  | —  | Enter My Religion |
| "Fake a Smile"                                 | 2006 | 94 | —  | Enter My Religion |
| "See Me in Shadow" (Delain feat. Liv Kristine) | 2007 | —  | 46 | Lucidity          |
| "Skintight"                                    | 2010 | —  | —  | Skintight         |
| "—" singel nie był notowany.                   |      |    |    |                   |

## Teledyski
| Tytuł                                                 | Rok  | Reżyseria      | Album             |
| ----------------------------------------------------- | ---- | -------------- | ----------------- |
| "Nymphetamine" (Cradle of Filth feat. Liv Kristine)   | 2004 | Dani Jacobs    | Nymphetamine      |
| "Fake a Smile"                                        | 2006 | —              | Enter My Religion |
| "Skintight"                                           | 2010 | Patric Ullaeus | Skintight         |
| "The Sun Always Shines" (Atrocity feat. Liv Kristine) | 2010 | Silvan Büge    | Werk 80 II        |
| "Paris Paris"                                         | 2012 | Patric Ullaeus | Libertine         |
| "Love Decay" (feat. Michelle Darkness)                | 2014 | —              | Vervain           |

## Filmografia
- Pagan Metal: A Documentary (2009, film dokumentalny, reżyseria: Bill Zebub)